# Pristol (gmina)
Pristol – gmina w Rumunii, w okręgu Mehedinți. Obejmuje miejscowości Cozia i Pristol. W 2011 roku liczyła 1457 mieszkańców.